# Pierre Bouchard
Pierre Émile Bouchard (Longueuil, 20 febbraio 1948) è un ex hockeista su ghiaccio canadese.
Nel corso della carriera ha giocato nella National Hockey League con i Montreal Canadiens e i Washington Capitals. È figlio di Émile Bouchard, anch'egli giocatore dei Canadiens.

## Carriera
In occasione dell'NHL Amateur Draft 1965 Bouchard fu scelto in quinta posizione assoluta dai Montreal Canadiens. Dal 1966 al 1968 egli militò nella Ontario Hockey Association con la formazione giovanile dei Canadiens.
Dopo aver compiuto vent'anni Bouchard entrò a far parte dell'organizzazione dei Canadiens, trascorrendo due anni nei farm team della American Hockey League, prima con i Cleveland Barons, poi con i Montreal Voyageurs. Dopo una stagione deludente in NHL, per la prima volta fuori dai playoff in ventidue anni, la dirigenza di Montréal scelse per la stagione successiva di chiamare in prima squadra alcuni prospetti provenienti dalla leghe minori fra cui Bouchard.
All'interno della rosa di Montréal Bouchard spiccava per le sue doti prettamente difensive, così come Bill Nyrop, mentre gli altri tre difensori della squadra, Robinson, Savard e Lapointe avevano maggiori doti offensive. In otto stagioni Bouchard giocò 565 partite con la maglia dei Canadiens, conquistando per cinque volte la Stanley Cup.
Prima dell'inizio della stagione 1978-1979 Bouchard fu coinvolto in una controversia di mercato. Durante l'NHL Waiver Draft del 1978 Montréal poteva trattenere 18 dei suoi 21 giocatori, e fra i giocatori non protetti figurava Bouchard, il quale non voleva giocare con altre franchigie. Nonostante ciò egli fu scelto dai Washington Capitals, ma i Canadiens pur di non perderlo offrirono subito un altro giocatore da scambiare. Il presidente della NHL John Ziegler impedì lo scambio in quanto la franchigia canadese stava cercando di aggirare le norme della lega. Rimasto deluso dopo il trasferimento forzato Bouchard valutò l'opzione del ritiro, tuttavia cambiò idea disputando una partita con i Capitals nell'aprile del 1979.
Bouchard rimase a Washington fino al ritiro avvenuto nel 1982 giocando 106 partite, e dopo aver trascorso parte della stagione 1981-82 in AHL con gli Hershey Bears.

## Palmarès

### Club
- Stanley Cup: 5

Montréal: 1970-71, 1972-73, 1975-76, 1976-77, 1977-78